# 美国钞票公司印刷厂

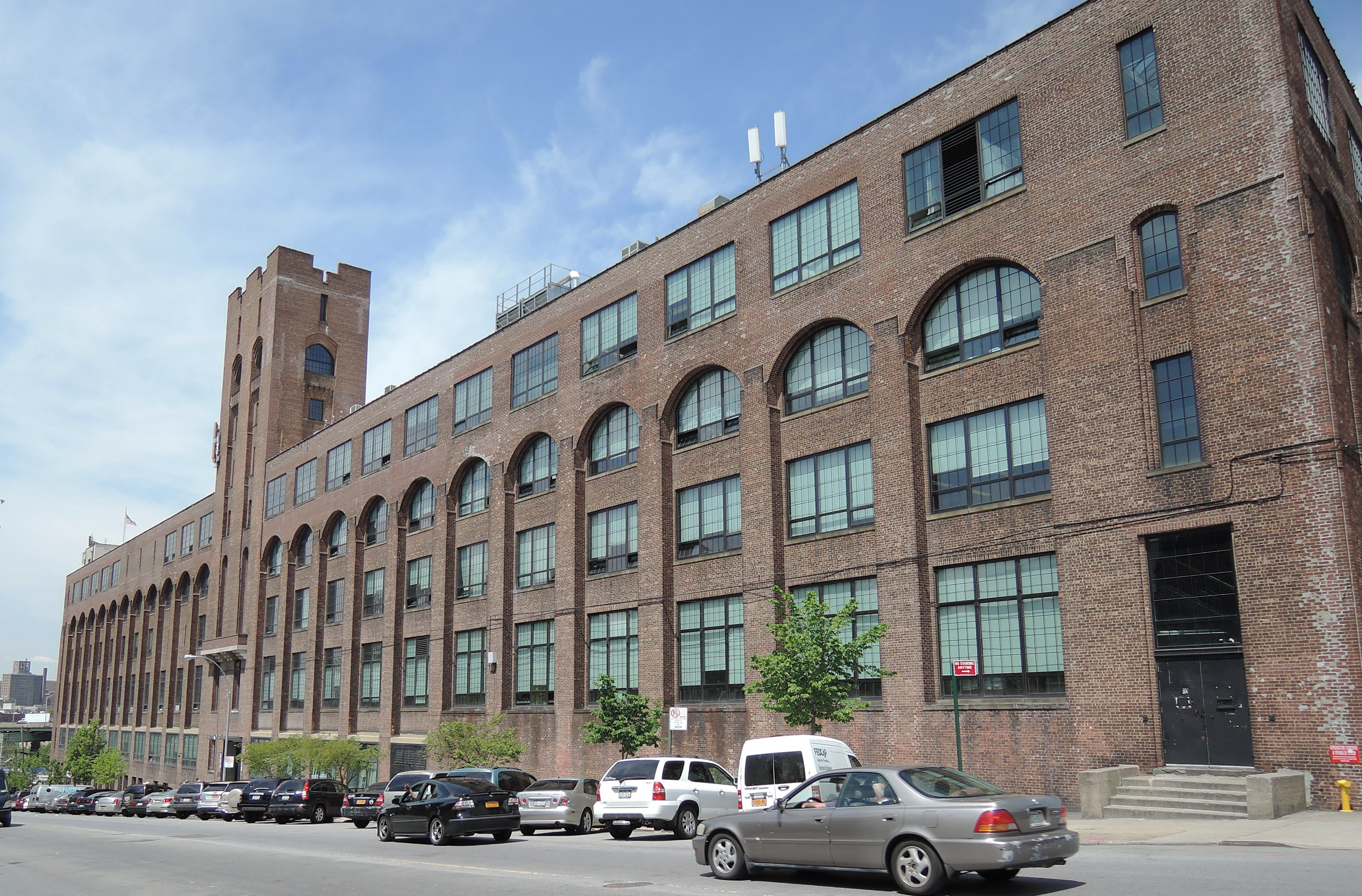
从拉斐特大道向西看印刷厂

美国钞票公司印刷厂位于纽约市布朗克斯区的亨茨角社区。主体结构包括三座相互连接的建筑。拉斐特翼楼横跨街区南侧，是最长、最高的建筑，其入口位于一座九层塔楼的底部。加里森翼楼较低，但更为庞大，呈垂直状。这两座翼楼最先建成，是整个建筑群的主体。在美国钞票公司购买该房产之前，印刷厂所在的土地是爱德华-G-菲尔（Edward G. Faile）地产的一部分。该工厂建于1909-1911年。1911年，大楼后部增建了一个小型独立车库，1912年在大楼东侧增建了巴雷托侧翼楼。在1912年至1928年期间，建筑进行了多次扩建。
该工厂印刷包括国际货币在内的各种金融文件。有记录表明，该厂每天印制的文件超过500万份，其中包括纽约证券交易所交易的一半证券。该厂还设有一个研究部门，通过改进材料和工艺防止货币伪造。
1977年，该工厂成为恐怖袭击的的目标。恐怖分子之所以选择这里作为目标，是因为它正在为拉丁美洲国家印制货币。直到1984年左右，美国银行票据公司一直在使用该设施，此后该设施几经易手，经历了一系列翻修，并被指定为纽约市地标。